# Curculionoidea
Os gorgulhos, também conhecidos como carunchos, são besouros pertencentes à superfamília Curculionoidea, da infraordem Cucujiformi, conhecidos por seus focinhos alongados. Eles são geralmente pequenos, com menos de 6 mm (1⁄4 pol) de comprimento e herbívoros. Aproximadamente 97.000 espécies de gorgulhos são conhecidas. Eles pertencem a várias famílias, com a maioria deles na família Curculionidae (os verdadeiros gorgulhos/carunchos). Alguns outros besouros, embora não intimamente relacionados, levam o nome de "bicudo", como o bicudo (Stegobium paniceum), que pertence à família Ptinidae.
Muitos gorgulhos/carunchos são considerados pragas devido à sua capacidade de danificar e matar as culturas agrícolas. O gorgulho/caruncho de grãos ou do trigo (Sitophilus granarius) danifica os grãos armazenados, assim como o gorgulho/caruncho do milho (Sitophilus zeamais), entre outros. O bicudo (Anthonomus grandis) ataca as plantações de algodão; ele põe seus ovos dentro de cápsulas de algodão e as larvas comem seu caminho para fora. Outros gorgulhos são usados para controle biológico de plantas invasoras.
O rosto de um gorgulho, ou focinho alongado, hospeda peças bucais mastigadoras em vez das peças bucais perfurantes pelas quais os insetos possuidores de proboscídea são conhecidos. As peças bucais são frequentemente usadas para escavar túneis em grãos. Nos gorgulhos mais derivados, o rosto possui um sulco no qual o gorgulho pode dobrar o primeiro segmento de suas antenas.
A maioria dos gorgulhos tem a capacidade de voar (incluindo espécies de pragas como o gorgulho do arroz), embora um número significativo não voa, como o gênero Otiorhynchus.
Uma espécie de gorgulho, Austroplatypus incompertus, exibe Eussocialidade um dos poucos insetos fora dos Hymenoptera e Isoptera a fazê-lo.

## Taxonomia e filogenia
Porque existem tantas espécies em tal diversidade, a classificação mais alta de gorgulhos está em um estado de fluxo. Eles são geralmente divididos em duas divisões principais, os Orthoceri, ou gorgulhos primitivos, e os Gonatoceri, ou gorgulhos verdadeiros (Curculionidae). E. C. Zimmerman propôs uma terceira divisão, o Heteromorphi, para várias formas intermediárias. Os gorgulhos primitivos distinguem-se por terem antenas retas, enquanto os gorgulhos verdadeiros têm antenas cotoveladas (geniculadas). O cotovelo ocorre no final do escapo (primeiro segmento antenal) em gorgulhos verdadeiros, e o escapo é geralmente muito mais longo do que os outros segmentos antenais. Algumas exceções ocorrem, como Nanophyini, gorgulhos primitivos com escapos longos e antenas geniculadas, enquanto entre os gorgulhos verdadeiros, Gonipterinae e Ramphus têm escapos curtos e pouco ou nenhum "cotovelo".
Um sistema de classificação de 1995 para o nível familiar foi fornecido por Kuschel, com atualizações de Marvaldi et al. em 2002, e foi alcançado usando análises filogenéticas. As famílias aceitas foram os gorgulhos primitivos, Anthribidae, Attelabidae, Belidae, Brentidae, Caridae e Nemonychidae, e os gorgulhos verdadeiros Curculionidae. A maioria das outras famílias de gorgulhos foi rebaixada para subfamílias ou tribos. Outros trabalhos resultaram na elevação de Cimberididae à família da colocação como uma subfamília de Nemonychidae em 2017 e no reconhecimento da família Mesophyletidae do Cretáceo em 2018 do âmbar birmanês. Os mais antigos gorgulhos conhecidos são da Formação Karabastau do Jurássico Médio-Final do Cazaquistão, com espécies atribuídas às famílias existentes Nemonychidae, Anthribidae e Ithyceridae. A extinta família Obrieniidae, com espécies que datam do estágio ladiniano do Triássico até o Oxfordiano, às vezes foram considerados gorgulhos. Gêneros da família foram encontrados apenas em três formações no Cazaquistão, com a maioria nomeada em 1993. No entanto, sua posição filogenética é contestada, com outros considerando-a parte de Archostemata.
Uma filogenia do Curculionoidea com base na comparação do DNA ribossômico 18S e dados morfológicos conduzidos por Marvaldi et al em 2002 é sugerida abaixo:

## Famílias
- Anthribidae
- Apionidae
- Attelabidae
- Belidae
- Brentidae
- Caridae
- Cryptolaryngidae
- Curculionidae
- Dryophthoidae
- Eccoptarthridae
- Erirhinidae
- Eurhynchidae
- Ithyceridae
- Nanophyidae
- Nemonychidae
- Oxycornidae
- Platypodidae
- Raymondionymidae
- Rhynchitidae
- Scolytidae